# Michael Spiller
Michael Spiller est un réalisateur de télévision, acteur et producteur américain, né le 1er août 1961 dans le New Jersey.

## Filmographie

### Réalisateur
- 1999-2001 : Sex and the City (7 épisodes)
- 2002 : Do Over (1 épisode)
- 2002 : En toute bonne foi (1 épisode)
- 2002 : Greg the Bunny (1 épisode)
- 2002-2004 : The Bernie Mac Show (5 épisodes)
- 2002-2010 : Scrubs (20 épisodes)
- 2003 : Septuplets (1 épisode)
- 2003 : Lucky (2 épisodes)
- 2003 : Monk (1 épisode)
- 2003-2004 : Oliver Beene (5 épisodes)
- 2004 : Cracking Up
- 2004 : Monsieur Ed, le cheval qui parle
- 2004 : Method et Red (2 épisodes)
- 2004 : La Vie comme elle est (2 épisodes)
- 2005-2006 : Kitchen Confidential (2 épisodes)
- 2005-2006 : Jake in Progress (9 épisodes)
- 2006 : Big Love (2 épisodes)
- 2006-2007 : Big Day (7 épisodes)
- 2007 : Big Shots (1 épisode)
- 2007 : The Call
- 2007 : Samantha qui ? (2 épisodes)
- 2007-2008 : Ugly Betty (5 épisodes)
- 2008 : Aliens in America (1 épisode)
- 2008 : The Riches (1 épisode)
- 2008-2009 : Worst Week : Pour le meilleur... et pour le pire ! (3 épisodes)
- 2009 : The Middle (2 épisodes)
- 2009-2010 : Cougar Town (2 épisodes)
- 2009-2010 : Better Off Ted (4 épisodes)
- 2010 : Untitled Adam Carolla Project
- 2010-2012 : Modern Family (21 épisodes)
- 2011 : The Office (1 épisode)
- 2012 : New Girl (2 épisodes)
- 2012 : Don't Trust the B---- in Apartment 23 (2 épisodes)

### Acteur
- 1987 : Campus Man : Policier
- 1998 : Significant Other : le directeur de la photographie (1 épisode)
- 1998 : Sex and the City : l'homme habile (1 épisode)
- 2009 : Scrubs (1 épisode) : L'homme au ballon
- 2009 : Worst Week : Pour le meilleur... et pour le pire ! (1 épisode) : le mari de Kathy

### Producteur
- 2005 : Jake in Progress (2 épisodes)
- 2006-2007 : Big Day (4 épisodes)

## Distinctions
- 2005 : BET Comedy Award de la meilleure réalisation pour une série télévisée comique pour The Bernie Mac Show.
- 2011 : Primetime Emmy Award de la meilleure réalisation pour une série télévisée comique pour l'épisode La Maison des horreurs de la série Modern Family.
- 2011 : Directors Guild of America Award de la meilleure réalisation d'une série comique pour l'épisode La Maison des horreurs de la série Modern Family.
- 2012 : nomination pour le Directors Guild of America Award de la meilleure réalisation d'une série comique pour l'épisode Noël express de la série Modern Family.